# Eva von Tiele-Winckler

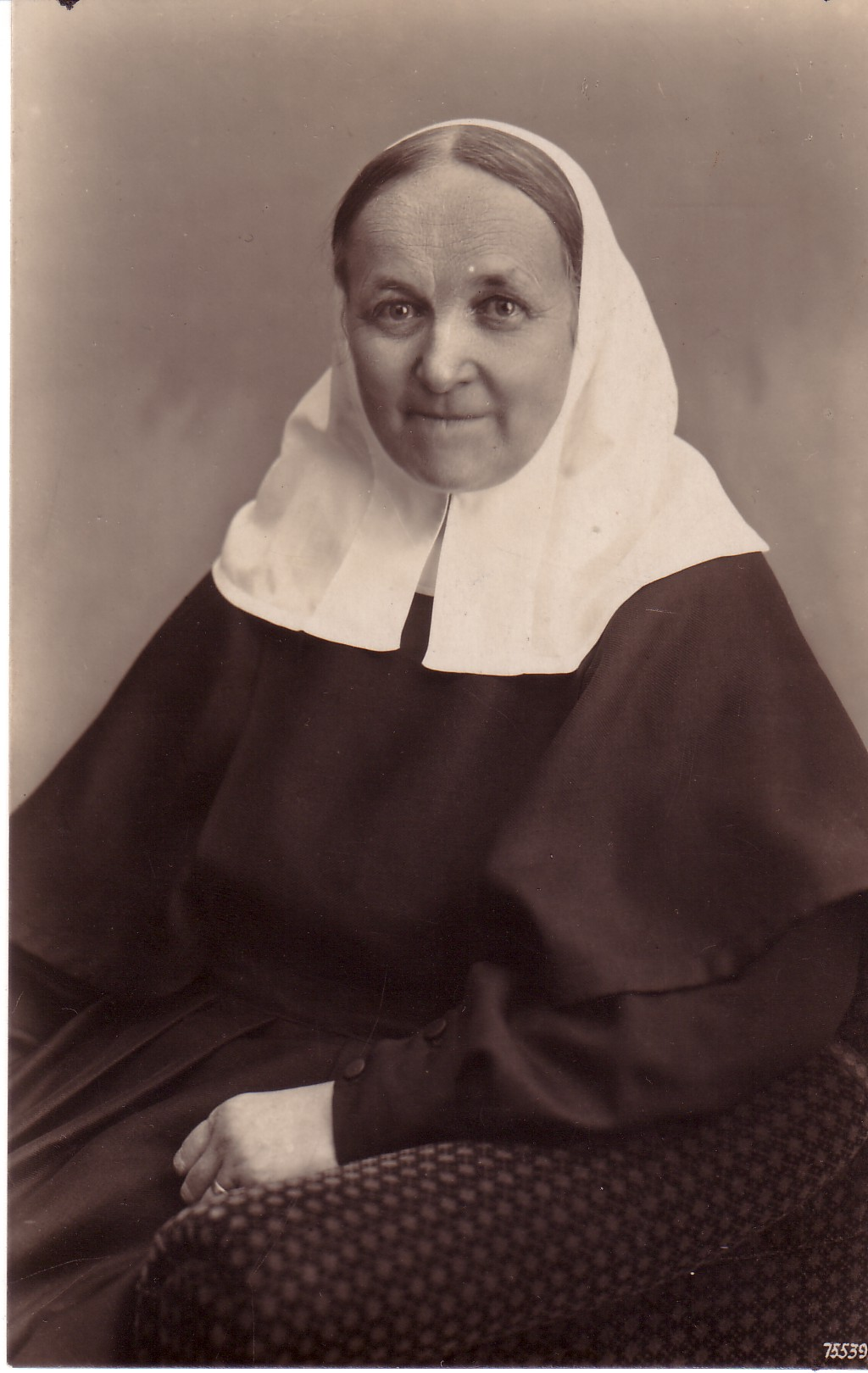
Eva von Tiele-Winckler – Mutter Eva

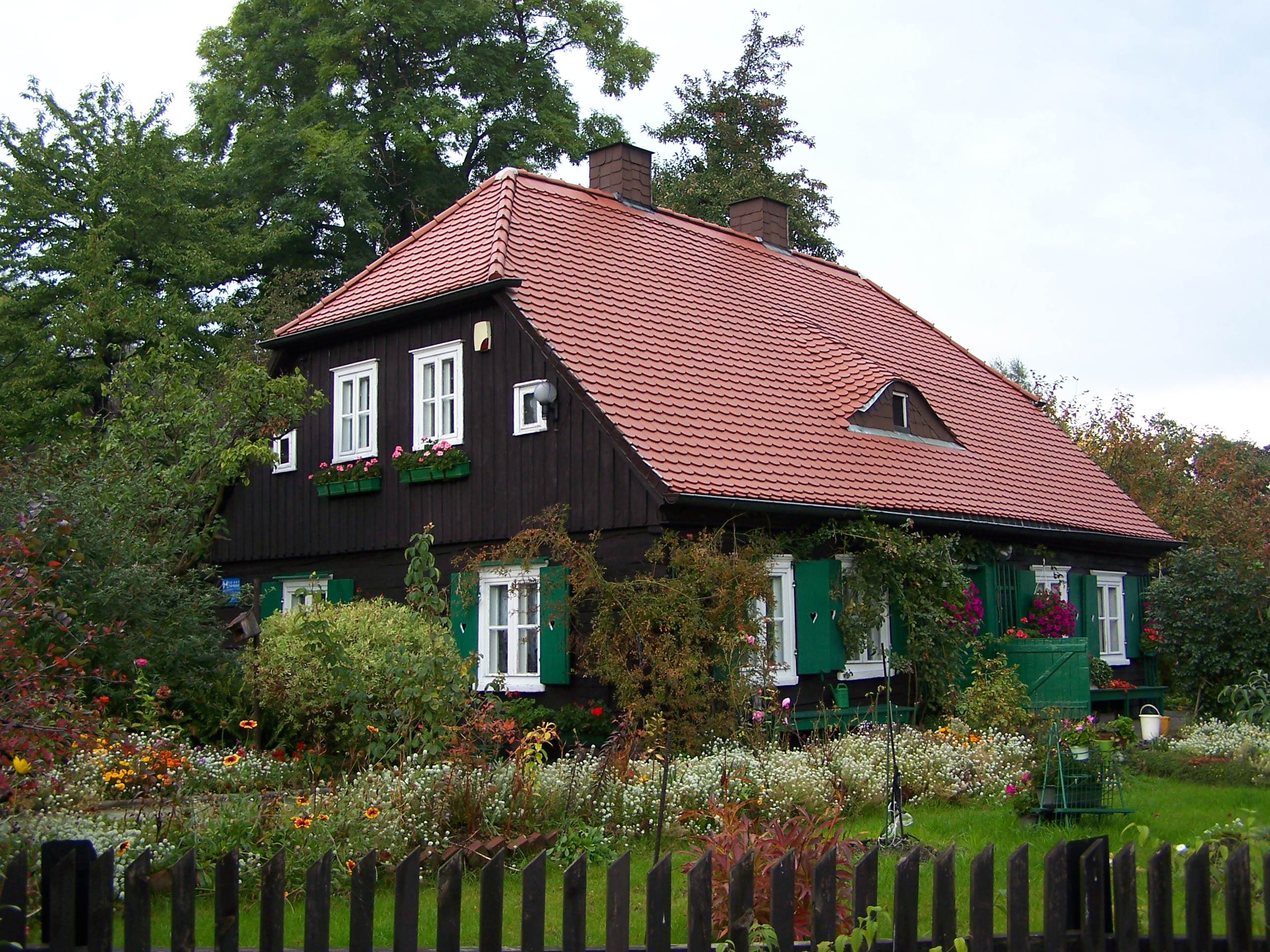
Mutter-Eva-Haus in Miechowitz

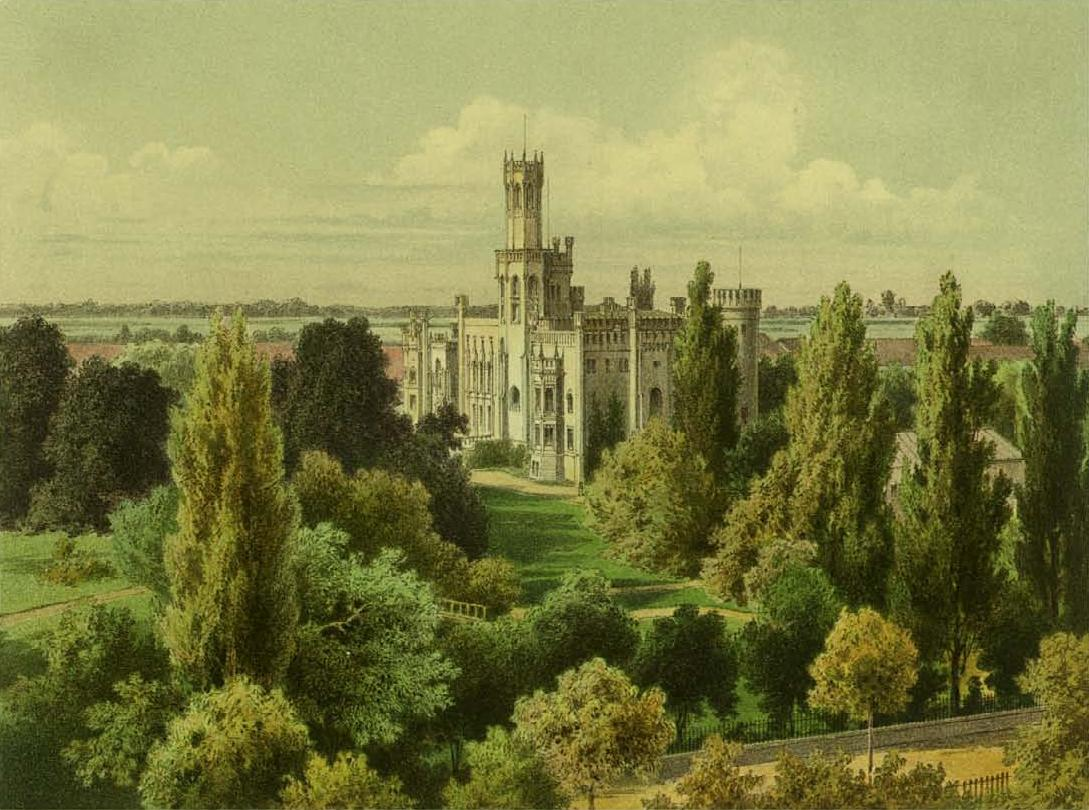
Schloss Miechowitz um 1860, Sammlung Alexander Duncker

Eva von Tiele-Winckler (* 31. Oktober 1866 auf Schloss Miechowitz, Oberschlesien; † 21. Juni 1930 ebenda) war eine Diakonisse und eine der ersten Frauen in einer Führungsposition bei der Diakonie. Sie war weithin bekannt unter dem Namen „Mutter Eva“.

## Leben
Eva von Tiele-Winckler stammte aus einem reichen Elternhaus, der nobilitierten Industriellenfamilie Tiele-Winckler. Die Eltern waren Valeska von Tiele-Winckler (1829–1880) und Hubert von Tiele-Winckler (1823–1893). Als Zweitjüngste der insgesamt neun Geschwister wuchs von Tiele-Winckler im oberschlesischen Dorf Miechowitz in einem Schloss mit 300 Zimmern und umgebendem Park auf, isoliert von der dort ansässigen Bevölkerung. Ihr ältester Bruder Franz Hubert von Tiele-Winckler übernahm nach dem Tod des Vaters die Familiengeschäfte.
Von Tiele-Winckler entschied sich infolge eines frühen Erweckungserlebnisses, Menschen ihrer oberschlesischen Heimat, die durch agrar- und industrierevolutionäre Umwälzungen in Armut und Not geraten waren, zu helfen. Mit Erlaubnis des Vaters, der zunächst gegen eine solche Tätigkeit gewesen war, ließ sich Eva von Tiele-Winckler im Jahr 1887 acht Monate lang in den Bodelschwingh’schen Anstalten im westfälischen Bethel bei Bielefeld in der Krankenpflege ausbilden. Nach der Rückkehr in ihre schlesische Heimat durfte sie 1888 zum ersten Mal ins Dorf gehen und konnte ihre Arbeit in zwei Räumen des Schlosses beginnen. Ende 1888 schenkte ihr der Vater einen Bauplan für ein von ihm finanziertes Haus, in dem sie die begonnene Arbeit weiterführen und ausbauen konnte. Dieses unweit des Schlosses errichtete Gebäude wurde am 29. September 1890 eingeweiht und bildete die Grundlage für Eva von Tiele-Wincklers eigene diakonische Einrichtung für Arme und Alte, Behinderte und Nichtsesshafte, den Friedenshort.  Auf dem Gelände in Miechowitz entstanden bis zum Jahr 1929 weitere 28 Gebäude und eine Kirche für die immer umfangreicher werdende soziale Arbeit.
Im Jahr 1893 gründete von Tiele-Winckler mit Unterstützung ihres Mentors Pastor Friedrich von Bodelschwingh eine evangelische Schwesternschaft, in der sie als Vorsteherin und zugleich als Schwester unter Schwestern „gebunden und doch frei“ den Lebensberuf der Diakonisse ausübte. Im März war sie in Bethel „zum Dienst in der Gemeinde Jesu“ als Diakonisse eingesegnet worden. Mehr als 1000 Frauen schlossen sich im Lauf der Jahre ihrer Diakonissengemeinschaft an.
Einen wichtigen Aufgabenbereich sah Eva von Tiele-Winckler darin, heimatlosen Kindern eine Heimat zu schaffen. Entgegen noch vorherrschender Traditionen, hilfsbedürftige Kinder in großen Anstalten wie Rettungs-, Besserungs- oder Waisenhäusern sowie in der Familienpflege unterzubringen, gründete sie mehr als 40 über Dörfer und Städte verstreute „Kinderheimaten“. Hier fanden verlassene Kinder in gemeindenahen, überschaubaren, familienähnlichen und von einer Schwester geleiteten Lebensgemeinschaften ein Zuhause. Eva von Tiele-Winckler und ihre Mitschwestern vertrauten dabei auf die geborgenheitsstiftende Kraft dieser von Frauen gestalteten Gemeinschaften, der sie den Namen „Heimat“ und nicht „Familie“ gaben. Sie waren davon überzeugt, dass sich das Wesentliche in der Erziehung „ereignet“ und sich damit wissenschaftlicher Erklärung und menschlicher Darstellung letztlich entzieht. Das, was sie als das Wesentliche betrachteten, nämlich zu helfen, im Kinde das Bild Gottes herauszugestalten, sei nicht machbar, weder durch pädagogische Handlungen noch durch fürsorgerische Eingriffe. Es bleibe Geheimnis, der göttlichen „Rettungsbarmherzigkeit“ anheimgestellt. Grundlegend dafür war jedoch der Lebenseinsatz der Schwestern: Für die Kinder „mit den kleinen wunden Seelen“ tatkräftig, fröhlich, wagemutig und gottvertrauend arbeiten, liebevolle und verlässliche Beziehungen anbahnen und so durch verantwortliches menschliches Tun das göttliche Rettungswerk ermöglichen.
Zusammen mit dem späteren Reichskanzler Georg Michaelis gründete sie zudem unter anderem ein Fürsorgeheim für entlassene strafgefangene Frauen in Langenau (Czernica), für das der mit Michaelis befreundete Rittergutsbesitzer von Klitzing ein Anwesen zur Verfügung stellte.
Finanzielle und materielle Grundlagen dieser Einrichtungen bildeten von Tiele-Wincklers Erbe, die GmbH Heimat für Heimatlose, Schenkungen von Grundstücken und Gebäuden, Sach- und Geldspenden aus Freundeskreisen sowie vereinzelte Pflegegelder der öffentlichen Hand.

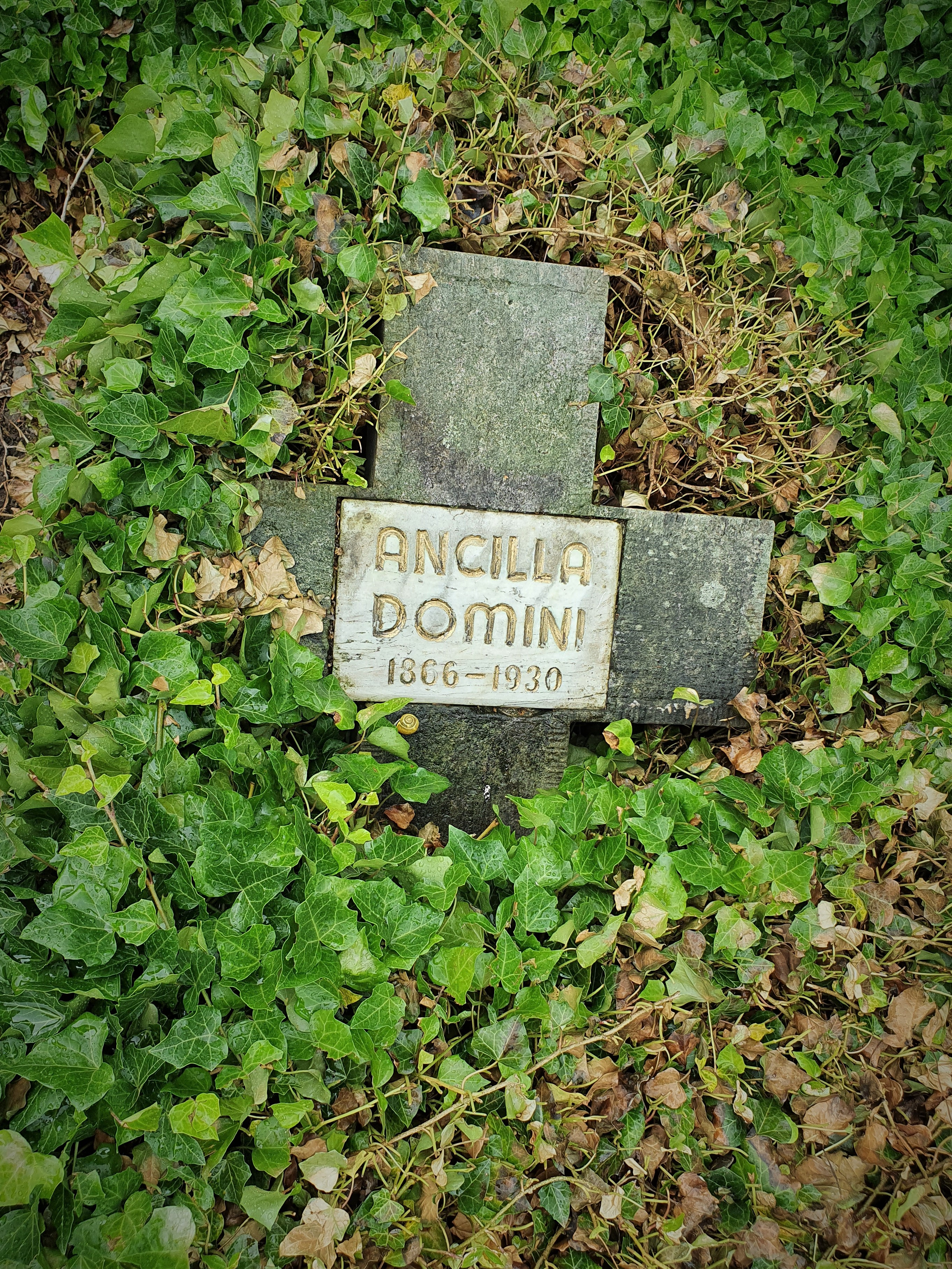
Grab von Mutter Eva

Wie zahlreiche Persönlichkeiten aus den Gründerjahren der Inneren Mission war auch Eva von Tiele-Winckler in umfassender Weise publizistisch tätig. Sie verfasste Schwesternbriefe, religiöse Betrachtungen, Bibelauslegungen, Erfahrungstexte, Spruchweisheiten, Gedichte und geistliche Lieder. Unbeeindruckt von akademisch-theologischer Gelehrsamkeit und wissenschaftlicher Bibelkritik wollte sie als schreibende Laientheologin zur Entfaltung einer religiösen Innerlichkeit beitragen und zugleich Anweisungen zu einem gottwohlgefälligen äußeren Leben geben. Ihre frömmigkeitsgeschichtlichen Wurzeln gründen in mittelalterlicher Mystik, im Pietismus und in unterschiedlichen Strömungen der zeitgenössischen internationalen Erweckungsbewegung.
Zum Diakonissenmutterhaus Friedenshort gehört auch die Tiele-Winckler-Haus GmbH, die mehrere Behindertenwohnheime und Wohngruppen in Berlin unterhält.

## Anmerkung
Barbara Rohr vermerkt in ihrer Dissertation aus dem Jahr 2005:
Unbekannt oder vergessen scheint auch Eva von Tiele-Wincklers Beitrag zur pädagogischen Arbeit mit Kindern zu sein. Weder in allgemeinpädagogischer noch in sozialpädagogischer oder erziehungsgeschichtlicher Literatur wird sie aufgrund ihrer Fürsorge und Erziehung verlassener, weggeworfener oder verwaister Kinder erwähnt. So wird etwa innerhalb der Diskussion um die nach dem Zweiten Weltkrieg von Hermann Gmeiner gegründeten SOS-Kinderdörfer m. W. nicht darauf verwiesen, dass die Urheberin dieses Konzeptes der nach Alter und Geschlecht gemischten und von „Müttern“ geleiteten vaterlosen „Kinderfamilien“ eigentlich die Schwester Eva von Tiele-Winckler ist.
Allerdings hatte Manfred Berger bereits 1991 darauf hingewiesen, dass insbesondere... die... nach dem Zweiten Weltkrieg geforderte familienorientierte Erziehung im Heim (z. B. Andreas Mehringers 'Münchener Waisenhaus', 'Pestalozzi-Kinderdörfer', 'SOS-Kinderdörfer'), wo gleichsam in 'weltlicher Form' das Diakonat der 'Ersatz-Mutter' gefordert wurde, in 'Mutter Eva' eine geniale Vorkämpferin... hatte.

## Schriften
- „Nichts unmöglich!“ Erinnerungen und Erfahrungen von Schwester Eva von Tiele-Winckler. Oskar Günther Verlag, Dresden 1929.
- Christenadel. Betrachtungen über Hoheslied 4,6–5,1 Linea Bad Wildbad 2007, ISBN 978-3-939075-25-7.
- Stille Stunde. Linea Bad Wildbad 2007, ISBN 978-3-939075-17-2.
- Geisteswirken im täglichen Leben. Linea Bad Wildbad 2007, ISBN 978-3-939075-16-5.

## Gedenktag
21. Juni im Evangelischen Namenkalender.